# Жмакин, Игорь Константинович
Игорь Константинович Жмакин (бел. Ігар Канстанцінавіч Жмакін; род. 1926) — советский и белорусский учёный-физиолог, доктор медицинских наук (1974), профессор (1977).
Автор более 200 научных работ, включая учебники и монографии.

## Биография
Родился 24 июля 1926 года в Киеве в семье врача Константина Николаевича Жмакина и его жены — Елены Михайловны, происходящей из старинного рода Мусиных-Пушкиных.
В 1933 году семья переехала в город Сталино (ныне Донецк), а с началом Великой Отечественной войны была эвакуирована в город Андижан Узбекской ССР, где Игорь окончил среднюю школу. В 1945 году все вернулись в Сталино, там Жмакин поступил на учёбу в Сталинский медицинский институт, где на тот момент его отец являлся руководителем кафедры акушерства и гинекологии. В 1948 году К. Н. Жмакин был переведён в Москву, там Игорь продолжил обучение в Первом Московском медицинском институте (1-й ММИ, ныне Первый Московский государственный медицинский университет имени И. М. Сеченова), который окончил с отличием в 1951 году.
В этом же году он поступил в аспирантуру Второго Московского медицинского института (2-й ММИ, ныне Российский национальный исследовательский медицинский университет имени Н. И. Пирогова). В сентябре 1954 года защитил кандидатскую диссертацию на тему «Влияние удаления коры больших полушарий головного мозга на газовый обмен у собак» и был направлен на работу во 2-й ММИ, где заведовал физиологической лабораторией ЦНИЛ и занимался преподавательской деятельностью по 1959 год.
В мае 1959 года И. К. Жмакин вступил в должность доцента кафедры нормальной физиологии Гродненского государственного медицинского института (ныне Гродненский государственный медицинский университет). В период с 1966 по 1969 год работал заведующим кафедрой нормальной физиологии Кемеровского медицинского института (ныне Кемеровский государственный медицинский университет). С 1969 года — снова в Гродненском медицинском институте, где следующие 29 лет занимал должность заведующего кафедрой нормальной физиологии. В 1975 году защитил докторскую диссертацию на тему «Функциональная характеристика некоторых особенностей саморегуляции кровообращения и ритма сердца у взрослых людей и животных, в постнатальном онтогенезе и при изменении артериального давления в эксперименте». В 1977 году Жмакину было присвоено звание профессора.
Под руководством Игоря Константиновича было подготовлено 7 кандидатских и 1 докторская диссертации. Он участвовал в работе Центральной проблемной учебно-медицинской комиссии по физиологии Минздрава СССР, а также Международной комиссии по координации преподавания физиологии в социалистических странах. Много лет был заместителем председателя физиологического общества Беларуси. Является членом Международной академии геронтологии с 1999 года. Был награждён знаком «Отличник здравоохранения СССР», медалями и почётными грамотами Министерства здравоохранения Беларуси и Гродненского областного исполнительного комитета.